# Orianna Santunione
Orianna Santunione (ur. 1 września 1934 w Sassuolo, zm. 16 grudnia 2023 w Mediolanie) – włoska śpiewaczka operowa; sopran lirico-spinto, śpiewająca także partie dramatyczne. Występowała w 60. i 70. XX wieku, głównie na scenach europejskich.

## Kariera
Śpiewu uczyła się u Carmen Melis. Zadebiutowała jako Fedora w operze Umberto Giordano w 1959. Śpiewała głównie włoski repertuar: opery Verdiego: Desdemonę w Otellu, Leonorę w Trubadurze i Mocy przeznaczenia, Amelię w Simonie Boccanegrze, Abigaille w Nabucco, Elzę w Lohengrinie, także Toskę, Giocondę, Medeę Cherubiniego. Szczególne uznanie zdobyła interpretacją Aidy (rejestracja spektaklu z Tokio, z 1973, z udziałem Fiorenzy Cossotto i Carlo Bergonziego). Oprócz Włoch, śpiewała m.in. w operach w Londynie, Paryżu, Marsylii, Amsterdamie, Hamburgu, Sydney.
Ogromna wagę przywiązywała do interpretacji, wyrażanej bardzo emocjonalnie i indywidualnie, poprzez stosowanie różnych rejestrów głosu, również rejestru piersiowego.
Śpiewała do wczesnych lat 80., kiedy to postanowiła wycofać się ze sceny.

## Nagrania
- Cherubini, Ali Baba, Wladimiro Ganzarolli, Teresa Stich-Randall, Orianna Santunione, Alfredo Kraus, Paolo Montarsolo, Piero De Palma, dyr. Nino Sanzogno; Teatro alla Scala 1963, Nuova Era 2361/2
- Giordano, Madame Sans-Gêne, Orianna Santunione, Franco Tagliavini, Mario Zanasi, Renato Capecchi, dyr. Gianandrea Gavazzeni, La Scala 1967
- Donizetti, Il Pigmalione, Doro Antonioli, Orianna Santunione, dyr. Armando Gattto, Bergamo Teatro Donizetti Orchestra, 1960, Myto Records, Catalog #: 241
- Mercadante, Elena da Feltre, Orianna Santunione, Licia Falcone, Angelo Mori, Vito Tatone dyr. Armando Gatto, Neapol 1970, Audio CD: Voce Cat: 121
- Verdi, Aida, Orianna Santunione, Carlo Bergonzi, Fiorenza Cossotto, Giampiero Mastromei, Ivo Vinco, dyr. Oliviero de Fabritiis, NHK Italian Opera Chorus, Tokio 1973, Video Artists International Inc.(DVD);